# دانييل مايستوروفيتش

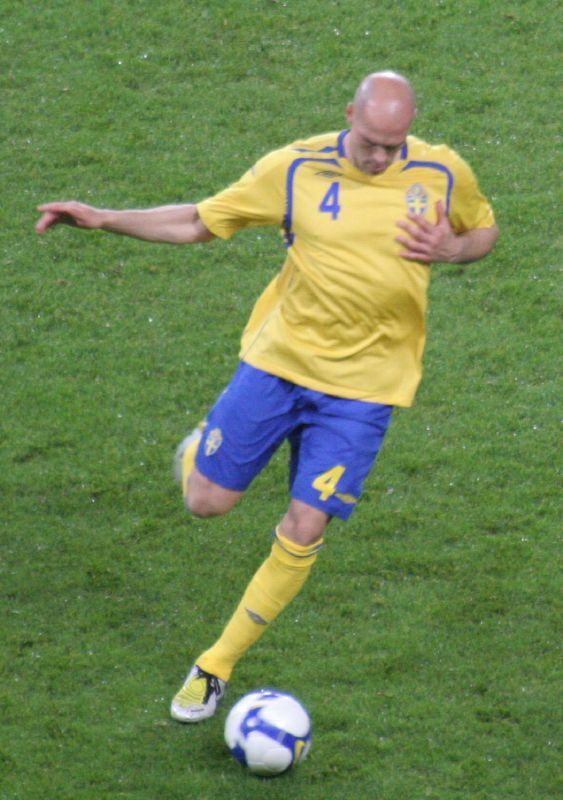
دانييل مايستروفيتش

دانييل مايستروفيتش (بالسويدية: Daniel Majstorović)‏ ، من مواليد 5 أبريل 1977 في ستوكهولم في السويد ، لاعب كرة قدم سويدي.
يلعب مع نادي إيك أثينا اليوناني منذ عام 2008.
بدأ باللعب مع منتخب السويد لكرة القدم في عام 2003.

## مسيرته الكروية
لعب دانييل مايستوروفيتش خلال مسيرته الاحترافية مع 9 أندية في واحد وعشرون موسمًا وسجل خلالها 54 هدفًا ضمن 439 مباراة. حيث فاز في ثلاثة مواسم بالكأس وفي ثلاثة مواسم بالدوري.
خاض دانييل مايستوروفيتش مسيرته مع نادي برومابويكارنا في عامي 1996-1998 ولمدة موسمين، مشاركًا في 34 مباراة سجل خلالها هدفًا واحدًا. ثم انتقل إلى نادي فورتونا كولن في موسم 1997–98 ولمدة موسمين، حيث شارك في 24 مباراة سجل خلالها هدفين. لينتقل بعدها إلى نادي فيستيروس ‏ في عامي 1999-2001 ولمدة موسمين، مشاركًا في 44 مباراة سجل خلالها 9 أهداف. ثم انتقل إلى نادي مالمو في موسم 2001 ليلعب معه أربعة مواسم، مشاركًا في 86 مباراة سجل خلالها 9 أهداف أيضًا. هذا وانتقل لاحقًا إلى نادي تفينتي أنشخيدة في موسم 2004–05 ولمدة موسمين، مشاركًا في 49 مباراة سجل خلالها 4 أهداف. ثم انتقل بعدها إلى نادي بازل في موسم 2005–06 واستمر معه طيلة ثلاثة مواسم، مشاركًا في 85 مباراة سجل خلالها 23 هدفًا. ليعود وينتقل من جديد، لكن هذه المرة إلى نادي أيك أثينا في موسم 2008–09 ولمدة موسمين، مشاركًا في 56 مباراة سجل خلالها 4 أهداف. لينتقل بعدها إلى نادي سلتيك في موسم 2010–11 ولمدة موسمين، مشاركًا في 49 مباراة سجل خلالها هدفًا واحدًا. ثم لعب في نادي أيك سولنا في عامي 2012-2014 ولمدة موسمين، مشاركًا في 12 مباراة سجل خلالها هدفًا واحدًا أيضًا.

## روابط خارجية
- دانييل مايستوروفيتش على موقع الاتحاد الأوربي (الإنجليزية)
- دانييل مايستوروفيتش على موقع اتحاد السويد (السويدية)
- دانييل مايستوروفيتش على موقع إي إس بي إن إف سي (الإنجليزية)
- دانييل مايستوروفيتش على موقع قاعدة بيانات كرة القدم.إي يو (الإنجليزية)
- دانييل مايستوروفيتش على موقع ناشيونال فوتبول تيمز (الإنجليزية)
- دانييل مايستوروفيتش على موقع Soccerbase.com (لاعب) (الإنجليزية)
- دانييل مايستوروفيتش على موقع Soccerway.com (الإنجليزية)
- دانييل مايستوروفيتش على موقع عالم كرة القدم.نت (الإنجليزية)
- دانييل مايستوروفيتش على موقع كووورة
- دانييل مايستوروفيتش على موقع AS.com (الإسبانية)